# Cromosoma (productora)
Cromosoma fue una productora audiovisual y estudio de animación español. Fundada en 1988 por Oriol Ivern, su obra de mayor éxito fue la serie infantil Las tres mellizas.

## Historia
Cromosoma fue fundada en 1988 por un grupo de inversores liderado por el productor audiovisual Oriol Ivern. En los primeros años se especializó en programas de televisión en idioma catalán, entre ellos el concurso La caixa sávia (TV3, 1990) y la serie infantil Los cuentos de Nana Bunilda (TVE Cataluña, 1991).
En 1991 la dibujante Roser Capdevila convenció a Ivern para crear una serie de animación con su cuento Las tres mellizas, estrenada en 1995 por TV3 en Cataluña, y más tarde por Canal+ y La 2 en el resto de España. Las tres mellizas se convirtió en el mayor éxito internacional tanto de Cromosoma como de Televisió de Catalunya, pues llegó a ser emitida en más de 150 países.
A raíz de la buena acogida de Las tres mellizas, Cromosoma se transformó en un estudio de animación que produjo otras series infantiles como La bruja aburrida (1999), Juanito Jones (2001), Miniman (2001), Tom (2004) y Asha (2010), así como numerosos productos derivados de su franquicia estrella.
La facturación de Cromosoma se vio lastrada por la crisis económica de 2008, pero la productora tuvo dos obras destacadas en los años 2010: la película Arrugas (Paco Roca, 2011), basada en el cómic homónimo, y el documental Bicicleta, cuchara, manzana (Carles Bosch, 2012), que recoge la experiencia de Pasqual Maragall contra el alzhéimer. Ambas fueron galardonadas con sendos premios Goya, en las categorías de mejor película de animación y mejor película documental.
Después de la muerte prematura de Oriol Ivern en 2012, los herederos del fundador no pudieron afrontar las deudas y declararon el concurso de acreedores. Cromosoma terminó desapareciendo en 2013.